# Ministerio de Trabajo y Políticas Sociales (Italia)
El Ministerio de Trabajo y Políticas Sociales de Italia (Ministero del Lavoro e delle Politiche Sociali, LPS) es un departamento ministerial de la República italiana. Es competente en materia de política laboral, empleo, asistencia al desempleo y políticas sociales y de inmigración. La actual ministra en el cargo es Marina Elvira Calderone.

## Historia
Fue creado el 3 de junio de 1920, bajo el nombre de « Ministerio de Trabajo y de la Seguridad Social » (Ministero del Lavoro e della Previdenza Social), por escisión del Ministerio de Industria, Comercio y Trabajo. Durante el período fascista, entre 1923 y 1945, fue suprimido.
Con la ley de 30 de agosto de 1999, llamada « ley Bassanini », se reforma el ministerio y el departamento toma el nombre de « Ministerio de Trabajo, Salud y Políticas Sociales » (Ministero del Lavoro, della Salute e delle Politiche Sociali, LSPS). Sin embargo, con la formación del II Gobierno Berlusconi, de fecha 11 de junio de 2001, se separan el « Ministerio de Trabajo y Políticas Sociales », y el « Ministerio de Salud » (Ministero della Salute). El ejecutivo Prodi II, constituido el 17 de mayo de 2006, prosigue su desmantelación con la creación del « Ministerio de Trabajo y Seguridad Social » y del « Ministerio de la Solidaridad Social » (Ministero della Solidarietà Social ).
Finalmente, el 8 de mayo de 2008, se crea nuevamente el « Ministerio de Trabajo, Salud y Políticas Sociales » en el IV Gobierno Berlusconi. Sin embargo, el 13 de diciembre de 2009, reaparece el « Ministerio de Salud » es y el departamento toma el título de « Ministerio de Trabajo y Políticas Sociales ».

### Titulares
Desde su última reforma, el ministerio ha sido ocupado por tres titulares, de los cuales dos independientes.

## Anexos
- Ministerio de la Salud (Italia)
- Ministerio del Trabajo (España) ; Ministerio del Trabajo (Francia)

- Datos: Q14384837